# Pyhrnbahn
Pyhrnbahn – linia kolejowa łącząca Linz, Kirchdorf an der Krems i Selzthal. Przebiega przez większą część Górnej Austrii i Styrii. Jest zarządzana przez Österreichische Bundesbahnen. W części Linz - Klaus została zbudowana jako lokalna linia prywatnej firmy (Kremstalbahn). Jest jedną z głównych linii kolejowych w Austrii.